# Mélanie Clément
Mélanie Legoux Clément (ur. 3 maja 1992) – francuska judoczka. Zajęła piąte miejsce na mistrzostwach świata w 2019 i siódme w 2017; uczestniczka zawodów w 2018 i 2021. Druga w drużynie w 2019. Startowała w Pucharze Świata w latach 2011 i 2014-2016. Brązowa medalistka mistrzostw Europy w 2021; piąta w 2018 i 2020; złota medalistka w drużynie w 2017. Siódma na igrzyskach europejskich w 2019. Trzecia na MŚ juniorów i druga na ME juniorów w 2011. Mistrzyni Francji w 2015 i 2016 roku.